# Alki Point
Alki Point is een kaap in Seattle, die uitsteekt in de Puget Sound en de Elliott Bay. Op de kaap staat de vuurtoren van Alki Point en ook is hier Alki Beach, een strand. Alki Point wordt bewoond sinds 28 september 1851, toen drie leden van de Denny Party hier grond claimden. Hun familie kwam op 13 november van datzelfde jaar met de schoener Exact aan bij de kaap. Een deel van de Denny Party stichtte een half jaar later de stad Seattle. Het andere deel van de Denny Party bleef bij Alki Point en noemde hun nederzetting "New York" naar de geboorteplaats van een van de bewoners. De nederzetting werd later omgedoopt tot "Alki" en werd op 24 juli 1907 geannexeerd door Seattle.
Op 13 november 1905, 54 jaar naar de aankomst van de schoener Exact, werd er een monument onthuld ter ere van de aankomst. Op dit monument staan de namen van de mensen die in deze schoener bij Alki Point aankwamen.